# جین وال جین (بازیگر پورنوگرافی)
جین وال جین (فرانسوی: Jean Val Jean‎؛ زاده ۱۹ ژوئن ۱۹۸۰) یک بازیگر پورنوگرافی اهل فرانسه است.